# Phumosia costata
Phumosia costata este o specie de muște din genul Phumosia, familia Calliphoridae, descrisă de Malloch în anul 1926. Conform Catalogue of Life specia Phumosia costata nu are subspecii cunoscute.